# Malestroit
Malestroit (en bretó Malastred, gal·ló Maltrae) és un municipi francès, situat a la regió de Bretanya, al departament d'Ar Mor-Bihan. L'any 2006 tenia 2.478 habitants.

## Etimologia
El nom apareix el 1131 sota la forma « Malestricum ». El nom és d'origen llengua d'oïl i significa mala enfilada.

## Història
Durannt la Guerra dels Cent Anys, la intrevenció francesa a la Bretanya va justificar el desembarcament, el novembre de 1342 d'Eduard a Brest, i el gener de 1343 els reis van signar la treva de Malestroit, deixant la lluita per la successió bretona únicament en mans bretones.

## Demografia
| 1962                                       | 1968  | 1975  | 1982  | 1990  | 1999  |
| ------------------------------------------ | ----- | ----- | ----- | ----- | ----- |
| 2.381                                      | 2.483 | 2.506 | 2.465 | 2.357 | 2.472 |
| Des de 1962: població sense dobles comptes |       |       |       |       |       |

## Administració
| Període   | Identitat      | Partit        |
| --------- | -------------- | ------------- |
| 1980-1989 | Jean Camussi   |               |
| 1989-2007 | Maurice Mélois | Divers droite |
| 2007-     | Bernard Miloux | Divers droite |

## Galeria

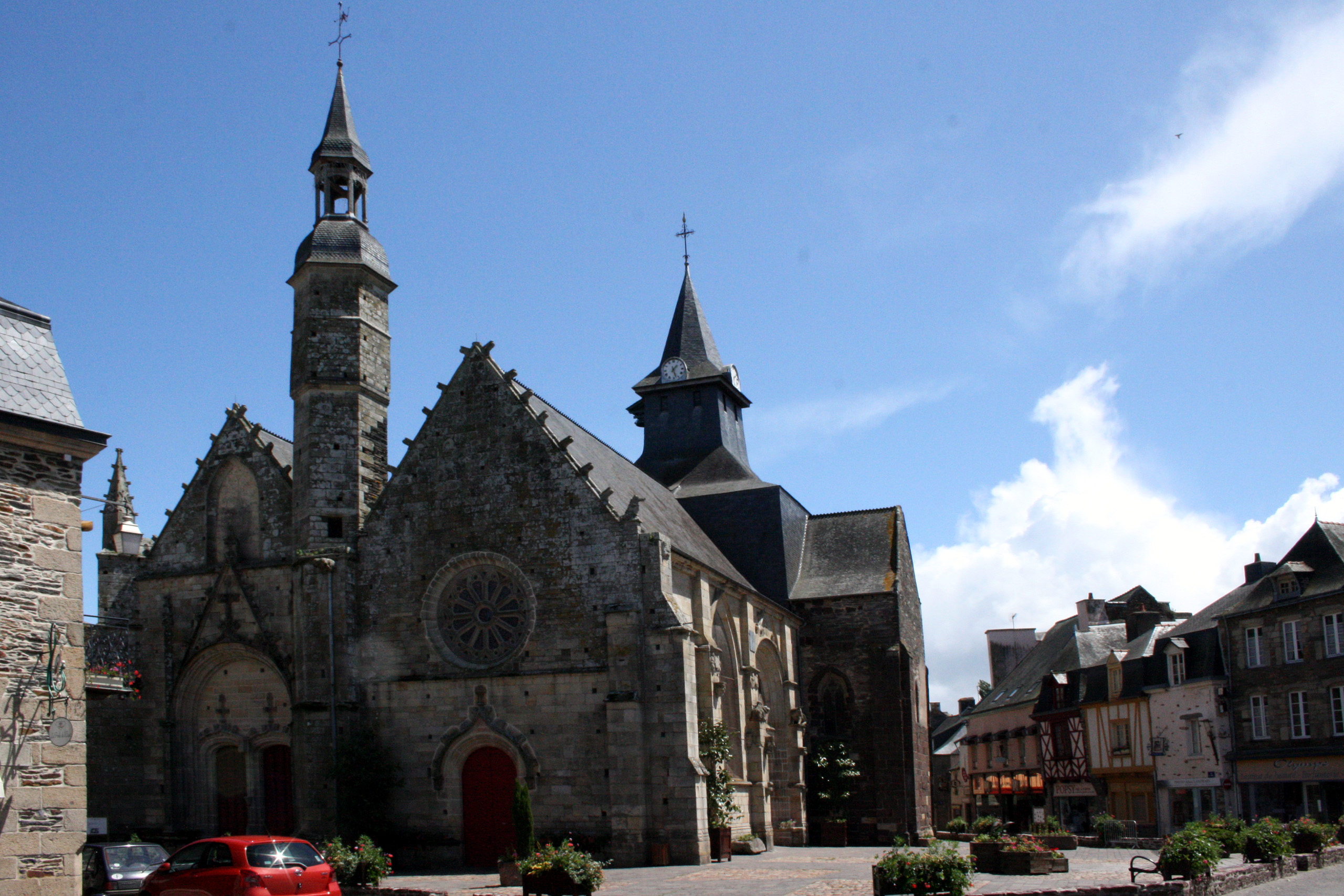
Església Saint-Gilles
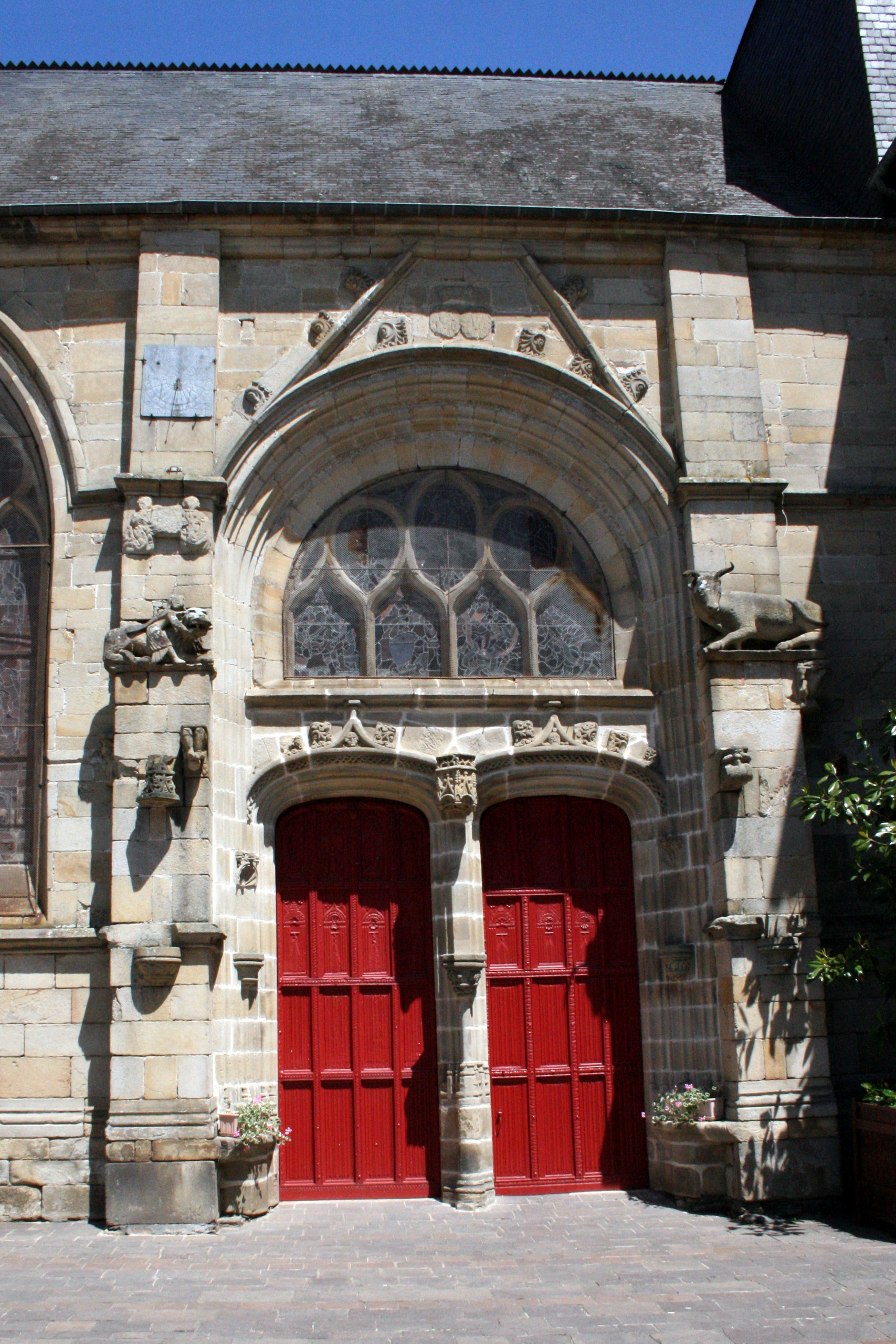
Església Saint-Gilles
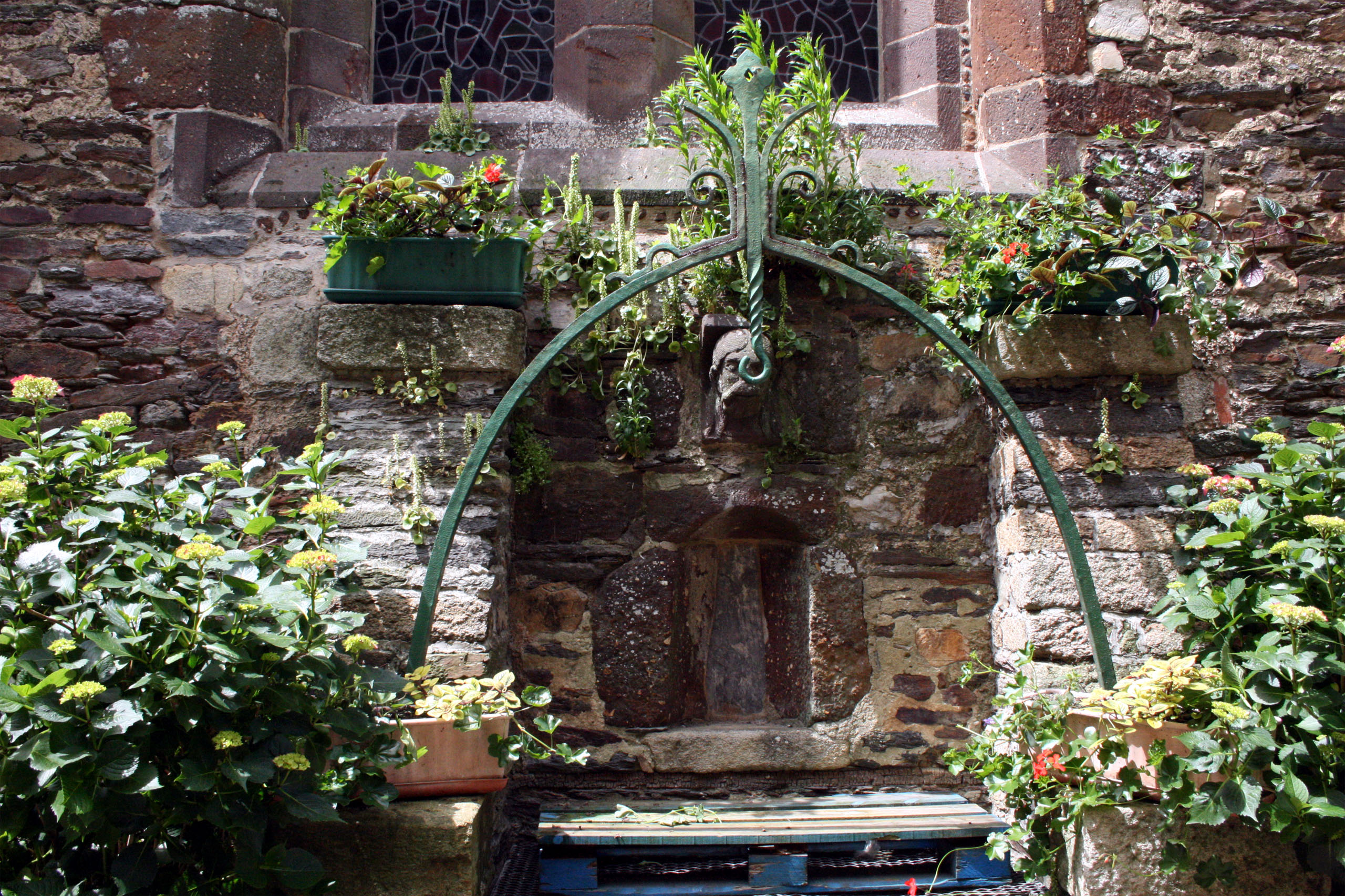
Font del lleó d'or